# Karolewo (gmina Chojnice)
Karolewo – osada  w Polsce położona w województwie pomorskim, w powiecie chojnickim, w gminie Chojnice.
Osada opodal drogi wojewódzkiej nr 212, wchodzi w skład sołectwa Topole i sąsiaduje bezpośrednio z obszarem miejskim Chojnic. Połączenie z centrum Chojnic umożliwiają autobusy komunikacji miejskiej (linia nr 1).
W latach 1975–1998 miejscowość administracyjnie należała do województwa bydgoskiego.